# پلوتاوتس
پلوتاوتس (انگلیسی: Plotavets) یک شهرک در بخش کوروچانسکی استان بلگورود کشور روسیه است.